# Héctor Díaz (Fußballspieler, 1956)
Héctor Domingo Díaz Aguilera (* 10. Juni 1956 in La Calera) ist ein ehemaliger chilenischer Fußballspieler. Der Abwehrspieler absolvierte ein Länderspiel für Chiles Nationalmannschaft.

## Karriere

### Verein
Héctor Díaz begann seine Profikarriere 1975 in seiner Heimatstadt bei Unión La Calera. Nach fünf Jahren wechselte der Verteidiger zu Audax Italiano, wo er zum Nationalspieler avancierte. Ab 1984 spielte er für den CF Universidad de Chile. 1988 stieg Díaz mit dem Klub aus der Hauptstadt ab, schaffte aber in der Folgesaison als Meister der Segunda División den direkten Wiederaufstieg. Nach einem Jahr bei Naval, das sich am Ende dieser Saison auflöste, schloss sich der Defensivakteur wieder Unión La Calera an. Dort beendete Díaz seine Karriere 1993.

### Nationalmannschaft
Héctor Díaz absolvierte im April 1983 für Chile sein einziges Länderspiel beim Freundschaftsspiel gegen Brasilien.

## Erfolge
Universidad de Chile
- Segunda División: 1989